# Stałe Przedstawicielstwo Rwandy przy ONZ
Stałe Przedstawicielstwo Rwandy przy Narodach Zjednoczonych (ang. Permanent Mission of Rwanda to the United Nation) – misja dyplomatyczna Rwandy przy Organizacji Narodów Zjednoczonych z siedzibą w Nowym Jorku.
Rwanda została przyjęta do Organizacji Narodów Zjednoczonych 18 września 1962.